# Clovis Dardentor
Clovis Dardentor (fr. Clovis Dardentor, 1896) – jednotomowa powieść Juliusza Verne’a z cyklu Niezwykłe podróże złożona z 16 rozdziałów.
W języku francuskim była drukowana w odcinkach w czasopiśmie Magasin (seconde série) od lipca do grudnia 1896 r., a w wersji książkowej bez ilustracji pojawiła się 7 lipca 1896 r.
Na wszystkich egzemplarzach oryginalnego pierwszego wydania tej powieści reprodukowano podpis Verne’a oraz dedykację dla trzech wnuków. Jeden spośród nich – Jean – napisał, w latach późniejszych, biografię pisarza.
Po raz pierwszy po polsku wydana w listopadzie 2012 w przekładzie Andrzeja Zydorczaka przez Polskie Towarzystwo Juliusza Verne’a jako 28. tom „Biblioteki Andrzeja”.

## Fabuła
Dwaj kuzyni Jean Taconnat i Marcel Lornans podróżują z Francji do Oranu w Algierii w celu zaciągnięcia się do armii. Na statku spotykają bogatego przemysłowca. Według ówczesnego prawa, osoba, która uratowałaby komuś życie musiałaby zostać adoptowana przez niego i dziedziczyłaby po nim. Kuzyni chcą doprowadzić do takiej sytuacji, ale niezbyt to się im udaje.